# Ceratogramma tatianae
Ceratogramma tatianae is een vliesvleugelig insect uit de familie Trichogrammatidae. De wetenschappelijke naam is voor het eerst geldig gepubliceerd in 1995 door Fursov.